# دوك بيكر
دوك بيكر (بالإنجليزية: Duck Baker)‏ هو عازف قيثارة جاز وعازف قيثارة أمريكي، ولد في 30 يوليو 1949 في واشنطن العاصمة في الولايات المتحدة.

## وصلات خارجية
- الموقع الرسمي
- دوك بيكر على موقع ميوزك برينز (الإنجليزية)
- دوك بيكر على موقع أول ميوزيك (الإنجليزية)
- دوك بيكر على موقع ديسكوغز (الإنجليزية)